# Louis Alexis Jumel
Pour les articles homonymes, voir Jumel (homonymie).
Louis Alexis Jumel (né à Breuil-le-Sec le 14 janvier 1785 et mort le 17 juin 1823 au Caire) est un industriel français, qui a laissé son nom au coton Jumel, appelé aussi « coton Mako », une variété de coton à longue soie, fin et nerveux, connue dans le commerce pour les mouchoirs en coton et apparue sur le marché mondial dans les années 1817 à 1821.
Il avait auparavant fondé, en 1812, la Manufacture de coton de Cluses.

## Biographie
Né à Breuil-le-Sec, il était fils d’Alexis Jumel, mort en la commune d’Erquery (Oise), le 27 germinal an X, et de Cécile Boucher, morte en la même commune le 15 février 1793. Privé si jeune de ses parents, Jumel ne devait pas tenir beaucoup à demeurer dans son pays. Sa qualité d’apprenti mécanicien eût pu, d’ailleurs, suffire à l’en tenir éloigné. Il fait son apprentissage de mécanicien à Lyon où il devient maître ouvrier. Il y rencontre, alors âgé de dix-neuf ans, l'industriel lyonnais Jean-Pierre Duport, originaire de Termignon, avec qui il va fonder en 1804 la manufacture de coton d'Annecy, qui emploie un millier de salariés dès les années 1810.
Son entourage s'intéresse à l'Égypte. Rose Pierrette (1794-1849), la fille de son patron, épousera Victor Prunelle, futur maire de Lyon, à qui le Directoire avait demandé de rejoindre Napoléon Bonaparte en Égypte, et qui est arrêté par les Anglais à Malte.
Durant une période de plusieurs années, il travaille à Annecy sous les ordres de son ami Jean-François Morel, l'un des contremaîtres les plus importants de Manufacture de coton d'Annecy. Quand ce dernier part pour Gênes, en 1809, il le remplace comme contremaitre de la manufacture. Sa situation est désormais assurée, et il songe au mariage. Le 7 juillet 1812, il épouse Fanny Pernat, d’Annecy, union qui lui apporte une dot de 30 000 francs mais ne réalisa pas les espérances qu’il y avait attachées. Après avoir d’abord tenté d'installer une usine en France, avec les capitaux de son beau-père, Les chagrins domestiques lui firent quitter Annecy vers 1816.
Il se retrouve à Cluses, en Faucigny, à la tête d’un grand établissement où il s’occupe de filature, de tissage et de construction d’appareils mécaniques. Au commencement de 1817, les avances personnelles qu’il avait faites pour l’installation de son industrie s’élevaient déjà à plus de 90 000 francs, il sollicite quelques privilèges du gouvernement sarde pour lui donner plus d’extension.
En 1812, le gendre et le beau-père forment le projet d'établir à Cluses « un établissement de machines à filer toute matière végétale et animale  notamment le coton, mu par la force hydraulique à l'emplacement des moulins des bords de l'Arve, légèrement en amont d'un vieux pont de pierre remarqué par les voyageurs vers les « glacières de Chamouni », comme l'indique un document d'époque.
L'usine a une particularité : elle produit ses propres machines, en utilisant le savoir-faire des ouvriers de la région dans le travail des métaux. Ils pétitionnent pour rehausser la digue pour mieux utiliser l’énergie hydraulique, mais sans succès. Entre-temps, Mustaffa Endi, envoyé du chef de l’État égyptien, visite Jumel dans son entreprise de Cluses, puis signe avec lui en 1817 un contrat à Genève pour installer des usines du même type. 
Contacté par des agents du Pacha Méhémet Ali, il part pour l'Égypte en 1817, où il deviendra le promoteur du « coton Jumel », également appelé « coton Mako ». L'origine de ce coton est inconnue. Selon certaines sources, Jumel aurait découvert des plants de coton à longue soie dans un jardin du Caire appartenant à Mako Bey el Orfali, qui les aurait lui-même rapportés d'Abyssinie, ou importés du Soudan, ou les aurait tenus de source indigène. Selon d'autres sources, un « derviche turc revenant des Indes » aurait remis des graines de coton indien à Mako Bey, qui les aurait lui-même remis à Méhemet Ali, le vice-roi d'Égypte, Jumel ayant encouragé ce dernier à les faire semer ou en ayant préconisé la culture à grande échelle.
Son arrivée en Égypte intervient dans une période de l'histoire de la culture du coton marquée par les pénuries et les cours élevés, car la révolution industrielle a suscité une forte demande. Les expériences qu'il a tentées pour implanter en Égypte le Sea Island cotton de Géorgie ont échoué.
Il fut alors le premier à s'occuper de l'extension de la culture du coton qu'il a découvert, et qu'il va croiser en 1825 sur le sol d'Égypte avec le Sea Island cotton de Georgie. Au cours de l'année 1820, il en récolte 300 kg. En 1821, la production atteint 200 tonnes. Dès 1827, le coton Jumel est vendu à Marseille quatre fois plus cher que les autres cotons. En 1835, la production est déjà de 21 300 tonnes. 
Jumel habite à côté de l'usine, en compagnie d'une esclave d'Abyssinie qui lui a donné un fils. Alors que ses efforts commencent seulement à payer, il meurt, âgé de 38 ans.